# Typhlops hypomethes
Espèce
Synonymes
- Antillotyphlops hypomethes (Hedges & Thomas, 1991)

Statut de conservation UICN

 LC  : Préoccupation mineure
Typhlops hypomethes est une espèce de serpents de la famille des Typhlopidae. 

## Répartition
Cette espèce est endémique de Porto Rico.

## Description
Le mâle holotype mesure 201 mm.

## Publication originale
- Hedges & Thomas, 1991 : Cryptic species of snakes (Typhlopidae: Typhlops) from the Puerto Rico Bank detected by protein electrophoresis. Herpetologica, vol. 47, no 4, p. 448-459 (texte intégral).